# Banca del Giappone
La Banca del Giappone (日本銀行?, Nippon Ginkō, BOJ) è la banca centrale giapponese.
L'istituto è un ente aziendale indipendente dal governo giapponese e, pur non essendo un'organizzazione amministrativa dello Stato, la sua politica monetaria rientra nell'ambito dell'amministrazione.

## Storia

### Le origini del moderno sistema bancario giapponese
Come la maggior parte delle istituzioni del Giappone moderno, la Banca del Giappone nacque dopo la Restaurazione Meiji.
Prima della Restaurazione Meiji ogni feudo giapponese (han) emetteva la propria moneta, detta hansatsu, in una serie di tagli incompatibili gli uni con gli altri. 
Nel 1869 in otto città furono istituite delle cosiddette "società di cambio" (為替会社, kawase-gaisha), che avrebbero dovuto facilitare le esportazioni. A causa della diffidenza verso la cartamoneta, di recente introduzione, le società di cambio in breve tempo furono liquidate.
Le diverse valute feudali furono abolite nel 1871, quando fu creato lo yen come moneta divisa in centesimi, di valore pari al dollaro messicano d'argento. 
Con la trasformazione degli han in prefetture, le zecche feudali divennero banche private autorizzate che inizialmente mantennero il loro diritto di stampare moneta. Perciò per un periodo sia il governo centrale che queste cosiddette "banche nazionali" emisero moneta. 
Ma anche questo sistema non si rivelò soddisfacente ed ebbe come conseguenza di lasciare nella scarsità di mezzi le quattro maggiori banche.

### La fondazione della Banca del Giappone
Il periodo di incertezza finì nel 1882, lasciando il campo a una grande fase di rinnovamento iniziata con la fondazione della Banca del Giappone, ispirata al modello dell'omologa belga grazie alla quale una serie di modifiche vennero recepite e la banca nipponica cominciò ad assomigliare alle altre banche nazionali. All'istituto fu concesso il monopolio del controllo dell'emissione di moneta, ma servirono altri venti anni prima che le monete emesse in precedenza fossero ritirate.
La Banca era ed è parzialmente di proprietà privata e le azioni sono trattate fuori dai mercati regolamentati.
In forza dei Regolamenti sulle banconote convertibili del maggio 1884 l'istituto aveva ricevuto il monopolio sull'emissione di moneta. Le prime banconote furono messe in circolazione nel 1885. La stampa di biglietti non fu senza alcuni inconvenienti, per esempio si scoprì che la polvere konnyaku, utilizzata sulla carta per evitare la contraffazione, diventava un piatto prelibato per i topi.
Nel 1897 il Giappone adottò il tallone aureo ed entro il 1899 tutte le banconote delle "banche nazionali" erano state ritirate.
Sin dall'inizio la Banca del Giappone ha operato a partire dalle sedi principali di Tokyo e Osaka.

### La riforma del 1942

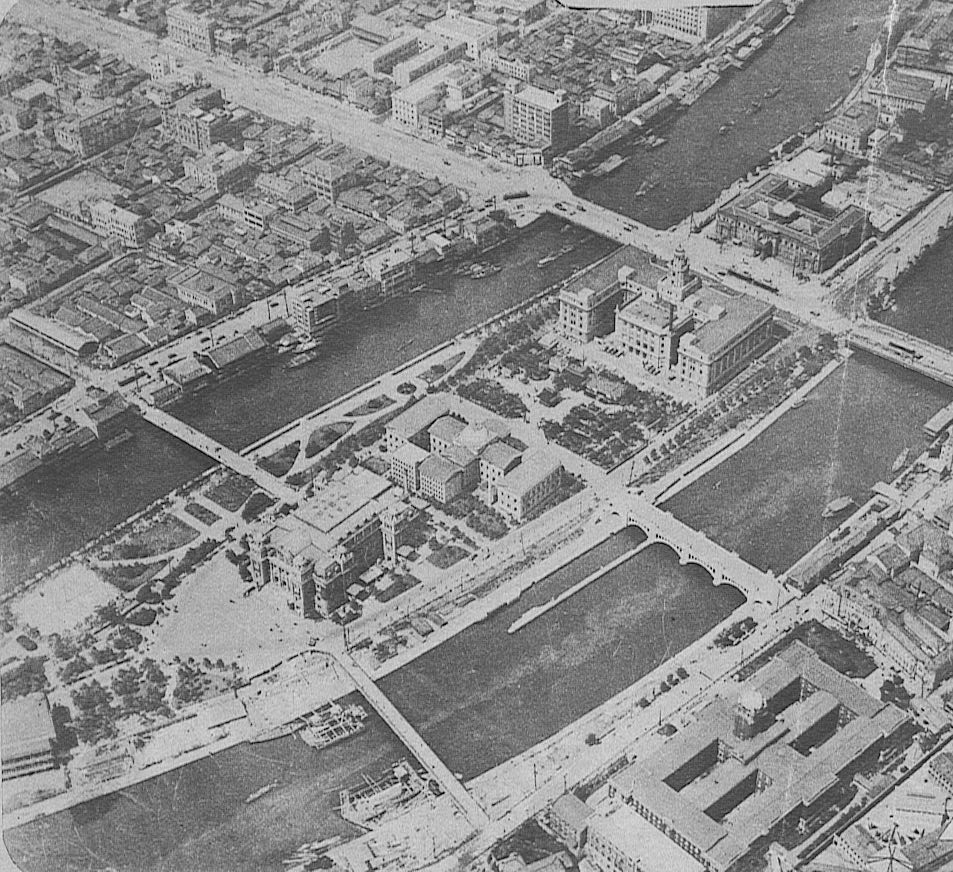
La sede di Osaka è l'edificio in alto a destra

A partire dalla fondazione la Banca del Giappone aveva limitato le proprie competenze al sistema bancario nazionale. Il disbrigo e il controllo delle relazioni economiche con l'estero erano riservati alla Yokohama Specie Bank, antesignana della Tōkyō Ginkō.
La separazione delle competenze durò fino al 1942 quando la banca fu riorganizzata in ottemperanza alla "legge sulla Banca del Giappone" (日本銀行法, Nihon-ginkō-hō). La legge fu successivamente modificata più volte dopo la seconda guerra mondiale.
Durante i primi anni di Occupazione l'attività della banca fu sospesa e fu messa in circolazione una valuta d'occupazione. 
Nel 1949 la Banca fu ulteriormente riorganizzata. Fra le altre innovazioni, fu istituito il Consiglio di Direzione, come supremo organo d'indirizzo della Banca.

### Il Dopoguerra
Durante tutto il Dopoguerra, fino almeno al 1991, la politica monetaria della banca nazionale giapponese fu condotta con il metodo della "guida dalla finestra" (窓口指導), mediante il quale la banca imponeva alle banche ordinarie quote di crescita dei crediti. Questo meccanismo portò peraltro alla 'bubble economy' degli anni Ottanta.
Negli anni Cinquanta e Sessanta i cambi rimasero stabili in virtù del sistema di Bretton Woods. Poiché tuttavia lo squilibrio internazionale della bilancia dei pagamenti tendeva a far uscire i rapporti di cambio dalle parità stabilite, veniva utilizzata la politica monetaria per operare aggiustamenti fra le valute.

### Gli anni Settanta
In seguito al crollo del sistema di Bretton Woods, all'inizio degli anni Settanta, il quadro monetario internazionale passò dal sistema di cambi fissi e un'economia piuttosto chiusa a uno di cambi variabili ed un'economia aperta.
I politici giapponesi utilizzarono questa possibilità di promuovere l'economia nazionale mediante una politica monetaria espansiva a breve termine. Nel 1972 il primo ministro Kakuei Tanaka allentò la politica monetaria contro il parere del Consiglio della banca centrale e lo stesso Ministero delle Finanze.
I risultati della politica di Tanaka, ingigantiti dalla crisi petrolifera, furono traumatici. L'inflazione arrivò al 12% nel 1973 e al 23% nel 1974, accompagnata da voci di scarsità di materie prime e dalla tesaurizzazione da parte dei consumatori. 
La politica monetaria espansiva messa in atto da Tanaka causò un grosso deficit dei conti pubblici, per eliminare il quale il Ministero delle Finanze impiegò un decennio e mezzo.
Il Ministero era fondamentalmente sfavorevole all'influenza dei politici sulla politica monetaria, influenza che minacciava il proprio spazio di manovra in quel campo. Queste vicende rafforzarono la determinazione sia del Ministero che della Banca del Giappone di bloccare le ingerenze della politica per l'avvenire, e corrispettivamente incrinarono l'autostima dei politici in campo monetario, e infine cementarono il consenso circa l'idea che la commistione fra politica e ambito monetario sia pericolosa.
A partire dal 1977 la Banca del Giappone formulò degli obiettivi di quantità di moneta, che erano espressione della determinazione della Banca a resistere alla pressione dei politici. All'epoca della seconda crisi petrolifera la Banca manovrò rapidamente per arginare l'inflazione e utilizzò l'esperienza dei primi anni Settanta per imporsi politicamente. Infine, nel 1979, fu sostituito il governatore Teiichirō Morinaga, ex-funzionario del Ministero delle Finanze, da Haruo Maekawa, proveniente dall'interno della Banca.

### La riforma del 1998
Sulla scia della liberalizzazione dei mercati finanziari, nel 1997, il primo ministro Ryūtarō Hashimoto (LDP) promosse una completa revisione della legge sulla Banca del Giappone del 1942 in base ai principi di autonomia e trasparenza. La riforma entrò in vigore nel 1998 Nonostante la riforma la Banca del Giappone è accusata spesso di essere poco indipendente dal Governo.
Dopo l'introduzione della Riforma la Banca del Giappone ha costantemente rifiutato le richieste del Governo di stimolare l'economia.
Con l'elezione di Shinzō Abe a primo ministro e su sue pressioni, la Banca del Giappone messo in atto politiche finalizzate a sconfiggere la deflazione. Nel 2012 la Banca ha effettuato due manovre di monetary-easing in un mese.

## Obiettivi
Secondo il suo statuto, le missioni della Banca del Giappone sono:
- Emissione e gestione delle banconote
- Attuazione della politica monetaria
- Fornitura di servizi e assicurare la stabilità del sistema finanziario
- Attività di Tesoro, sicurezza e operazioni correlate
- Attività internazionali
- Compilazione di dati, analisi economiche e attività di ricerca.

## Ubicazione
La Banca del Giappone ha sede a Nihonbashi, Tokyo, sul sito di una ex zecca d'oro (il Kinza) e, non a caso, vicino al famoso distretto Ginza, il cui nome significa "zecca d'argento ".
L'edificio Neoclassico della Banca del Giappone a Tokyo è stato progettato da Tatsuno Kingo nel 1896.
La succursale di Osaka a Nakanoshima è spesso considerata la struttura che simboleggia più efficacemente la banca come istituzione.

## Governatore
Il capo della banca Sosai (総 裁?) ha una notevole influenza sulla politica economica del governo giapponese. Il legislatore giapponese aveva approvato come suo governatore il 9 aprile 2008, Masaaki Shirakawa, ponendo fine ad un vuoto di potere alla guida della banca centrale. Quest'ultimo ha detto che avrebbe mantenuto l'indipendenza e la trasparenza della banca e lo si è visto adottare una politica conforme alle regole dell'Abenomics.
Dal 20 marzo 2013 al 9 aprile 2023 gli è succeduto, attuando una politica ancor più aggressiva, Haruhiko Kuroda.